# Inkey Tibor
Inkey Tibor (Budapest, 1908. április 3. – Budapest, 1998. június 4.) fotóművész, standfotós.

## Élete
A középiskola elvégzése után fényképészinas volt, majd 1925-ben segéd lett Szmrecsányi Miklós műtermében, Nagykőrösön. 1930-tól önálló lett Sümegen. 1933-ban (már Budapesten) megnyílt az Inkey Press Photo Service. 1938-ban a Magyar Film Iroda standfotósa volt. 1940-től a Hunniának is dolgozott.
1942-ben a haditudósító-század katonája volt.
1946-51-ben a Boráros téren nyitott műtermet, amelyet 1951-ben államosítottak. Ekkor a Budapesti Fényképész Szövetkezetnél helyezkedett el.
1955-től nyugdíjazásáig a Mafilm standfotósa volt. Az 1997-es Filmszemlén életműdíjat kapott.

## Könyvei
- Fotó Inkey − Egy fényképész visszaemlékezései
- Negyven pillanat
- A csillagok örökké élnek (Inkey Tibor színészportréi)